# واتسون براون
واتسون براون (بالإنجليزية: Watson Brown)‏ هو لاعب كرة قدم أمريكية أمريكي، ولد في 19 أبريل 1950 في كوكفل في الولايات المتحدة.